# 青森県立六ヶ所高等学校
青森県立六ヶ所高等学校（あおもりけんりつ ろっかしょこうとうがっこう）は、青森県上北郡六ヶ所村大字倉内字笹崎にある県立高等学校。

## 設置学科
- 普通科

## 沿革
- 1978年（昭和53年）4月 - 開校。
- 1981年（昭和56年）6月 - 第二体育館竣工。
- 1983年（昭和58年）10月 - クラブ部室工事竣工。
- 1984年（昭和59年）8月 - 財団法人青森県立六ヶ所高等学校後援会設立。生徒会館(日新館)工事竣工。
- 1987年（昭和62年）10月 - 創立十周年記念式典挙行。
- 1992年（平成4年）4月 - 「情報コース」設置(平成4年度入学生と第2学年より)。
- 1997年（平成9年）
  - 4月 - 新入生(第20回生)制服が新調される。
  - 10月 - 創立二十周年記念式典挙行。
- 1998年（平成10年）12月 - 第一体育館大規模改修工事竣工。
- 2002年（平成14年）11月 - 一般教室棟大規模改修工事竣工。
- 2008年（平成20年）10月 - 創立三十周年記念式典挙行。
- 2013年（平成25年）2月 - 文部科学大臣表彰受賞（キャリア教育優良学校）。
- 2018年（平成30年）10月 - 創立四十周年記念式典挙行。

## 韓国との交流
- 韓国の江原特別自治道襄陽郡との間で、高校生の相互ホームステイを行っている[1]。

## 部活動

### 運動部
- 野球部
- バレーボール部
- サッカー部
- 卓球部
- アーチェリー部
- 陸上競技部
- バスケットボール部

### 文化部
- パソコン部
- 吹奏楽部
- ボランティア部
- 芸術部（書道及び美術）

## 所在地
- 青森県上北郡六ヶ所村大字倉内字笹崎305

## アクセス
- JR東日本・青い森鉄道野辺地駅から、十和田観光電鉄バス野辺地尾駮線で、「六ヶ所高校前」バス停下車。

## 周辺
- 六ヶ所村立千歳平小学校
- 六ヶ所村立千歳中学校 - 2020年（令和2年）3月末をもって閉校。